# Antikens kultur och samhällsliv
Antikens kultur och samhällsliv är ett universitetsämne för det tvärvetenskapliga studiet av grekisk-romersk kultur och samhällsliv under antiken. Studierna, och den forskning som bedrivs i ämnet, innefattar bland annat olika aspekter av historia, politik, ekonomi, litteratur, filosofi, religion och konst. Även antikreception ingår i ämnet.  
I Sverige finns det utbildningsprogram i antikens kultur och samhällsliv vid fyra universitet. I Göteborg delar ämnet institution med historia, i Lund, Uppsala och Stockholm med arkeologi. Närliggande men separata akademiska discipliner är arkeologi och klassisk filologi.   
Antikvetenskapen blev ett universitetsämne i Sverige 1909 under namnet Klassisk fornkunskap och antikens historia när professor Sam Wide utnämndes till ämnets första professor i Uppsala. I slutet av 1960-talet bytte ämnet namn till antikens kultur och samhällsliv. Ibland höjs röster för att ämnet ska byta namn till antikvetenskap. I Storbritannien åtnjuter Classical studies en stark ställning och i Tyskland går ämnet under namnet Klassische Altertumswissenschaft.